# Шкарупка, Мартин
Мартин Шкарупка (чеш. Martin Škaroupka, родился 20 января 1981 в Брно) — чешский музыкант, барабанщик метал-группы Cradle of Filth.

## Биография
В шестилетнем возрасте начал учиться игре на фортепиано, поступил в музыкальную школу в Брно, где обучался до 13 лет. Поскольку не было уроков по игре на ударных музыкальных инструментах, начал брать частные уроки у профессора Чупака из оперного театра в Брно. В 15-летнем возрасте поступил в консерваторию имени Леоша Яначека на обучение по классу ударных и фортепиано. В 1996 году начал выступать в различных музыкальных группах (первыми были Animal Farm и Pink Chubby Cigar).
В 1997 году его старый друг, выступавший на рок-сцене под псевдонимом Khaablus, создал группу Inner Fear, в которой Шкарупка был и ударником, и бэк-вокалистом, и клавишником. В том же году группа выпустила свой первый демо-диск, до 2003 года также появились два мини-альбома и три полных альбома (один из них официально так и не был выпущен). С 1997 года Шкарупка играл в группах Monastery, Pluggulp, Inner Fear, Happy Death и Scharnhorst. В 2000 году он появляется как приглашённый музыкант на концерте Иржи Вальтера, лидера группы Root (годом раньше он записал альбом группы Entralis, где выступал гитарист Root Петр Хошек). В 2001 году Мартина приглашают в группу Pandemia для концертного тура по Европе. В 2004 он записывает свой DVD-диск с партиями ударных и переезжает в Великобританию.
Осенью 2004 года Мартин присоединяется к группе Mantas, где выступает гитарист группы Venom Джеффри Данн. Летом 2005 года Мартин записывает несколько композиций совместно с чешской группой Symphonity, а в январе 2006 года в Германии записывает партию ударных для нового альбома группы. В октябре того же года приглашается в группу Cradle of Filth вместо Адриана Эрландссона.
1 июля 2012 было объявлено о грядущем присоединении Шкарупки к пауэр-метал-группе Masterplan.

## Стиль
Шкарупка часто использует бласт-бит и два бас барабана в своих выступлениях. Известен благодаря своей отточенной технике, скорости и контролю игры на двух бас барабанах.

## Дискография
| Год  | Альбом                          | Группа          |
| ---- | ------------------------------- | --------------- |
| 1997 | Delusive Eyes                   | Inner Fear      |
| 1997 | New Hi-Tech                     | Happy Death     |
| 1999 | Altering the Technology         | Happy Death     |
| 1999 | Face of Inner Apocalypsa        | Inner Fear      |
| 1999 | Black Vein                      | Entrails        |
| 1999 | Serpent Seed                    | Entrails        |
| 2000 | Tribute to Master’s Hammer      | Entrails        |
| 2000 | Akhu                            | Inner Fear      |
| 2001 | Odeum of Silence                | Inner Fear      |
| 2002 | Thanalogy                       | Inner Fear      |
| 2003 | Symbiotry                       | Inner Fear      |
| 2008 | Voice from the Silence          | Symphonity      |
| 2008 | Godspeed on the Devil’s Thunder | Cradle of Filth |
| 2010 | Darkly, Darkly, Venus Aversa    | Cradle of Filth |
| 2011 | Evermore Darkly                 | Cradle of Filth |
| 2012 | First Born Fear                 | Inner Fear      |
| 2012 | Metal Celebration Live 2011 DVD | Titanic         |
| 2012 | The Manticore and Other Horrors | Cradle of Filth |
| 2013 | Best of Fuck Off!!!             | Kryptor         |
| 2013 | Double Time                     | Titanic         |
| 2013 | Novum Initium                   | Masterplan      |
| 2015 | Dark Chambers of Déjà Vu        | Sebastien       |
| 2015 | Keep Your Dream aLive           | Masterplan      |
| 2015 | Hammer of the Witches           | Cradle of Filth |
| 2016 | TBA                             | Symphonity      |